# Kim Yong-hwan
Đây là một tên người Triều Tiên, họ là Kim.
Kim Yong-hwan (sinh ngày 25 tháng 5 năm 1993) là một hậu vệ bóng đá Hàn Quốc thi đấu cho Incheon United và Đội tuyển bóng đá U-23 quốc gia Hàn Quốc. Ngày 10 tháng 10 năm 2013 khi Đội tuyển bóng đá quốc gia Brasil đến Hàn Quốc tập huấn, Kim gia nhập buổi tập cùng với Đội tuyển bóng đá quốc gia Brasil bao gồm Neymar, Dani Alves, etc. Vị trí chính của Kim là hậu vệ nhưng anh có thể thi đấu ở các vị trí khác như hậu vệ chạy cánh và tiền vệ chạy cánh. Anh có tốc độ và khả năng càn lướt tốt.

## Sự nghiệp câu lạc bộ

### Sự nghiệp ban đầu
Kim học tại Trường Trung học Daegun, đội U-18 của Incheon United năm 2010. Năm 2012, anh tốt nghiệp Trường Trung học Daegun và nhập học tại Đại học Soongsil. Năm 2014, sau năm học đầu tiên, người ta khẳng định rằng anh sẽ tham gia Incheon United.

### Incheon United
Kim gia nhập Incheon United năm 2014. Anh có màn ra mắt trước FC Seoul ở Cúp Quốc gia Hàn Quốc ngày 30 tháng 4 năm 2014 tại Sân vận động World Cup Seoul. Trong trận đấu, Kim ra sân từ đầu trận. Trong mùa giải 2014, khi Kim ra mắt, anh có 14 lần ra sân. Trong mùa giải 2015, anh chỉ đá 3 trận (38 phút) vì căn bệnh mạn tính của anh. Trong mùa giải 2016, anh lại nằm trong đội hình. Ngày 24 tháng 9 năm 2016, anh ghi bàn thắng chuyên nghiệp đầu tiên trước Suwon Samsung Bluewings tại Sân vận động bóng đá Incheon. Anh thi đấu 28 trận gồm 22 trận toàn thời gian và ghi 3 bàn. Ngày 5 tháng 11 năm 2016, anh ghi bàn thắng quyết định trước Suwon FC. Incheon United ở lại K League Classic cũng như bàn thắng của anh.

## Sự nghiệp quốc tế
Kim bắt đầu sự nghiệp bóng đá quốc tế với Đội tuyển bóng đá U-20 quốc gia Hàn Quốc năm 2013.
Anh tham gia Toulon Tournament 2013 và Toulon Tournament 2014 là thành viên của Đội tuyển bóng đá U-20 quốc gia Hàn Quốc. Anh cũng góp mặt ở Giải vô địch bóng đá U-20 thế giới 2013. Trong giải đấu này, Kim đá 5 trận và nhận 1 thẻ vàng vào ngày 3 tháng 7 năm 2013 trước Đội tuyển bóng đá U-20 quốc gia Colombia.

## Thống kê sự nghiệp câu lạc bộ
| Thành tích câu lạc bộ | Thành tích câu lạc bộ | Thành tích câu lạc bộ | Giải vô địch | Giải vô địch | Cúp     | Cúp     | Châu lục | Châu lục | Tổng cộng | Tổng cộng |
| Mùa giải              | Câu lạc bộ            | Giải vô địch          | Trận         | Bàn          | Trận    | Bàn     | Trận     | Bàn      | Trận      | Bàn       |
| Hàn Quốc              | Hàn Quốc              | Hàn Quốc              | Giải vô địch | Giải vô địch | Cúp KFA | Cúp KFA | Châu Á   | Châu Á   | Tổng cộng | Tổng cộng |
| --------------------- | --------------------- | --------------------- | ------------ | ------------ | ------- | ------- | -------- | -------- | --------- | --------- |
| 2014                  | Incheon United        | K League 1            | 14           | 0            | 1       | 0       | —        | —        | 15        | 0         |
| 2015                  | Incheon United        | K League 1            | 3            | 0            | 0       | 0       | —        | —        | 3         | 0         |
| 2016                  | Incheon United        | K League 1            | 28           | 3            | 2       | 0       | —        | —        | 30        | 3         |
| Tổng                  | Hàn Quốc              | Hàn Quốc              | 45           | 3            | 2       | 0       | 0        | 0        | 47        | 3         |
| Tổng cộng sự nghiệp   | Tổng cộng sự nghiệp   | Tổng cộng sự nghiệp   | 45           | 3            | 2       | 0       | 0        | 0        | 47        | 3         |